# Gera Lario

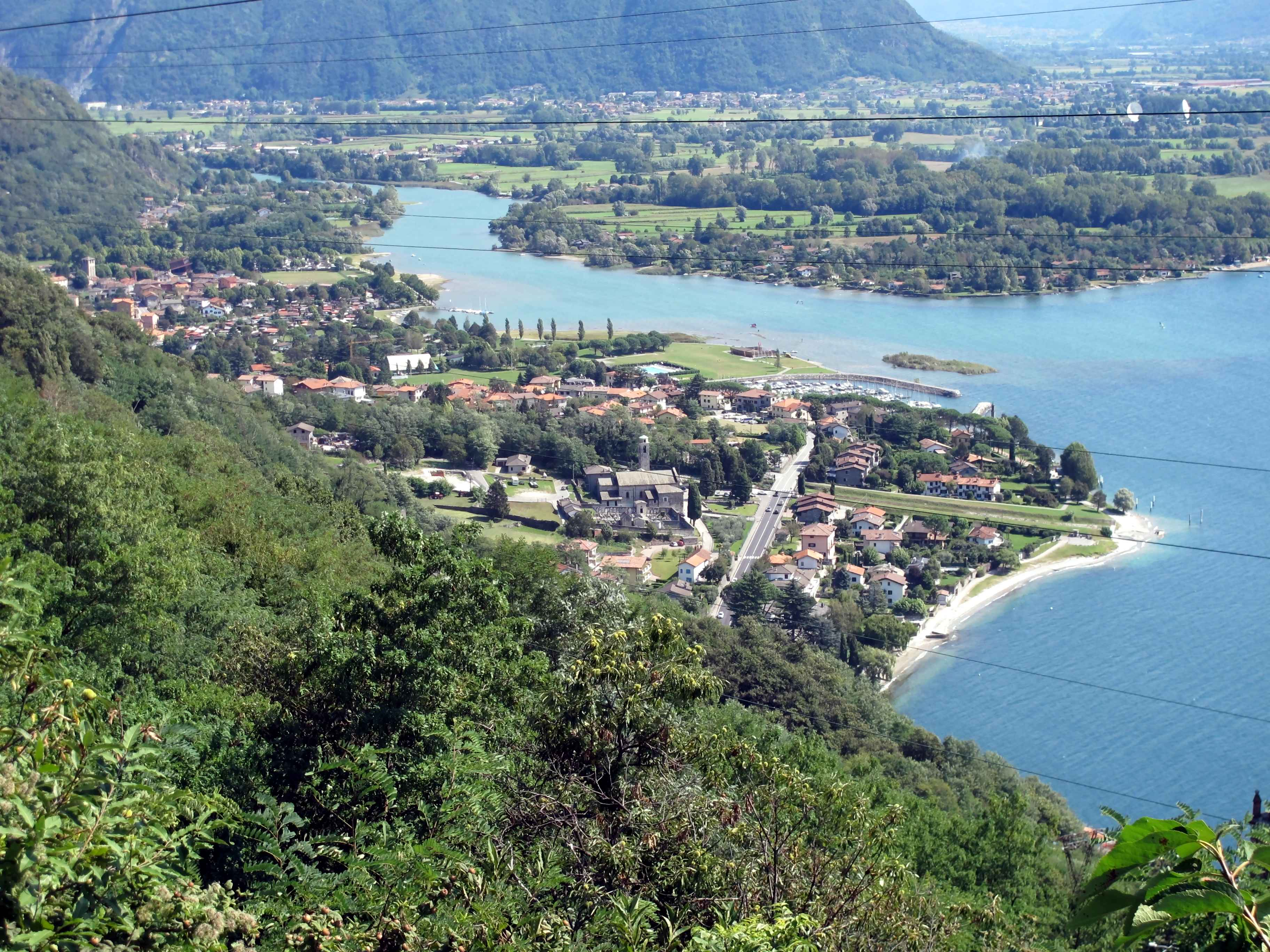
Gera Lario

Gera Lario ist eine Gemeinde mit 1059 Einwohnern (Stand 31. Dezember 2023) in der Provinz Como in der Lombardei in Italien.

## Geographie
Gera Lario liegt am Nordufer des Comer Sees an der Mündung des Baches Gera am Fuße des Berges Montemezzo.
Die Nachbargemeinden sind Colico (LC), Dubino (SO), Montemezzo, Piantedo (SO), Sorico, Trezzone und Vercana.

## Geschichte
Gera Lario ist ein altes Fischerdorf, das in der Römerzeit gegründet wurde. Der Ort war zu dieser Zeit wichtig, weil er an der Römerstraße Via Regina lag, die Como mit dem Val Chiavenna und Rätien verband. Außer Fischerei wurde in Gera Lario noch Landwirtschaft sowie Seidenspinnernzucht betrieben. Der Name des Dorfes stammt wahrscheinlich vom aus der altgriechischen Sprache stammenden Wort leréus für Priester ab. Der Ort war Stützpunkt für die spanischen Truppen während der Zusammenstöße mit den Graubündnern aus dem Veltlin. Im Jahr 1482 erhielt Gera Lario die kirchliche Autonomie. Eine Überschwemmung am 8. August 1951 tötete 17 Gemeindebürger und beschädigte die im Jahr 1634 erbaute Wallfahrtskirche Nostra Signora di Fatima schwer.

## Bevölkerung
| Bevölkerungsentwicklung | Bevölkerungsentwicklung | Bevölkerungsentwicklung | Bevölkerungsentwicklung | Bevölkerungsentwicklung | Bevölkerungsentwicklung | Bevölkerungsentwicklung | Bevölkerungsentwicklung | Bevölkerungsentwicklung | Bevölkerungsentwicklung | Bevölkerungsentwicklung | Bevölkerungsentwicklung | Bevölkerungsentwicklung | Bevölkerungsentwicklung | Bevölkerungsentwicklung | Bevölkerungsentwicklung |
| ----------------------- | ----------------------- | ----------------------- | ----------------------- | ----------------------- | ----------------------- | ----------------------- | ----------------------- | ----------------------- | ----------------------- | ----------------------- | ----------------------- | ----------------------- | ----------------------- | ----------------------- | ----------------------- |
| Jahr                    | 1861                    | 1871                    | 1881                    | 1901                    | 1911                    | 1921                    | 1931                    | 1951                    | 1961                    | 1971                    | 1981                    | 1991                    | 2001                    | 2011                    | 2021                    |
| Einwohner               | 628                     | 645                     | 582                     | 646                     | 677                     | 689                     | 693                     | 773                     | 854                     | 919                     | 943                     | 926                     | 882                     | 1.016                   | 1.049                   |

## Sehenswürdigkeiten
- Pfarrkirche San Vincenzo (15. Jahrhundert)[2]
- Kirche Nostra Signora di Fatima (1614)[3]

## Söhne und Töchter der Gemeinde
- Giovan Battista Buzzi-Cantone (1825–1898), Pädagoge und Herausgeber in der Schweiz
- Tullio Baraglia (1934–2017), Ruderer
- Pier Angelo Conti-Manzini (1946–2003), Ruderer

## Bildergalerie

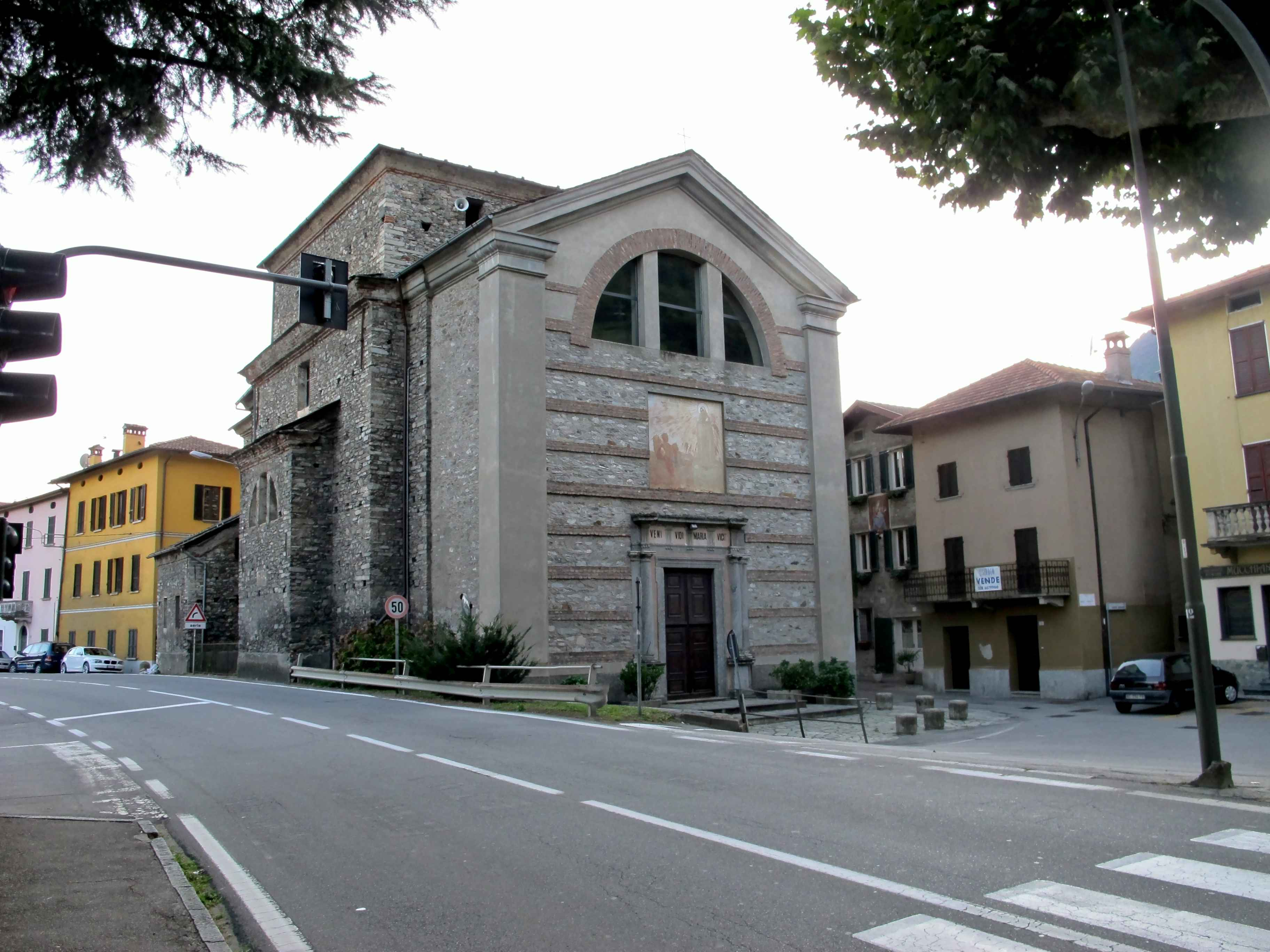
Wallfahrtskirche Nostra Signora di Fatima
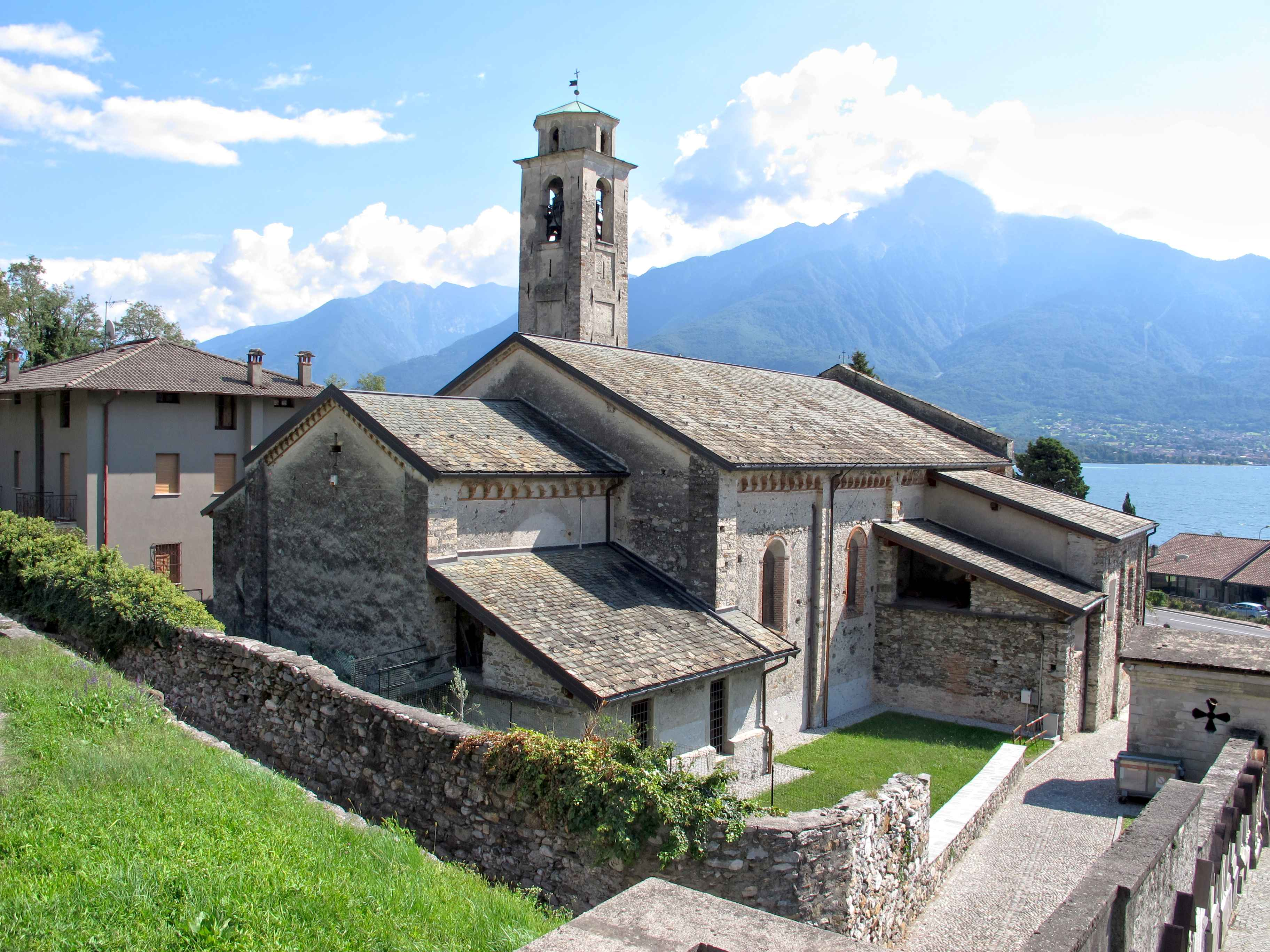
Kirche San Vincenzo
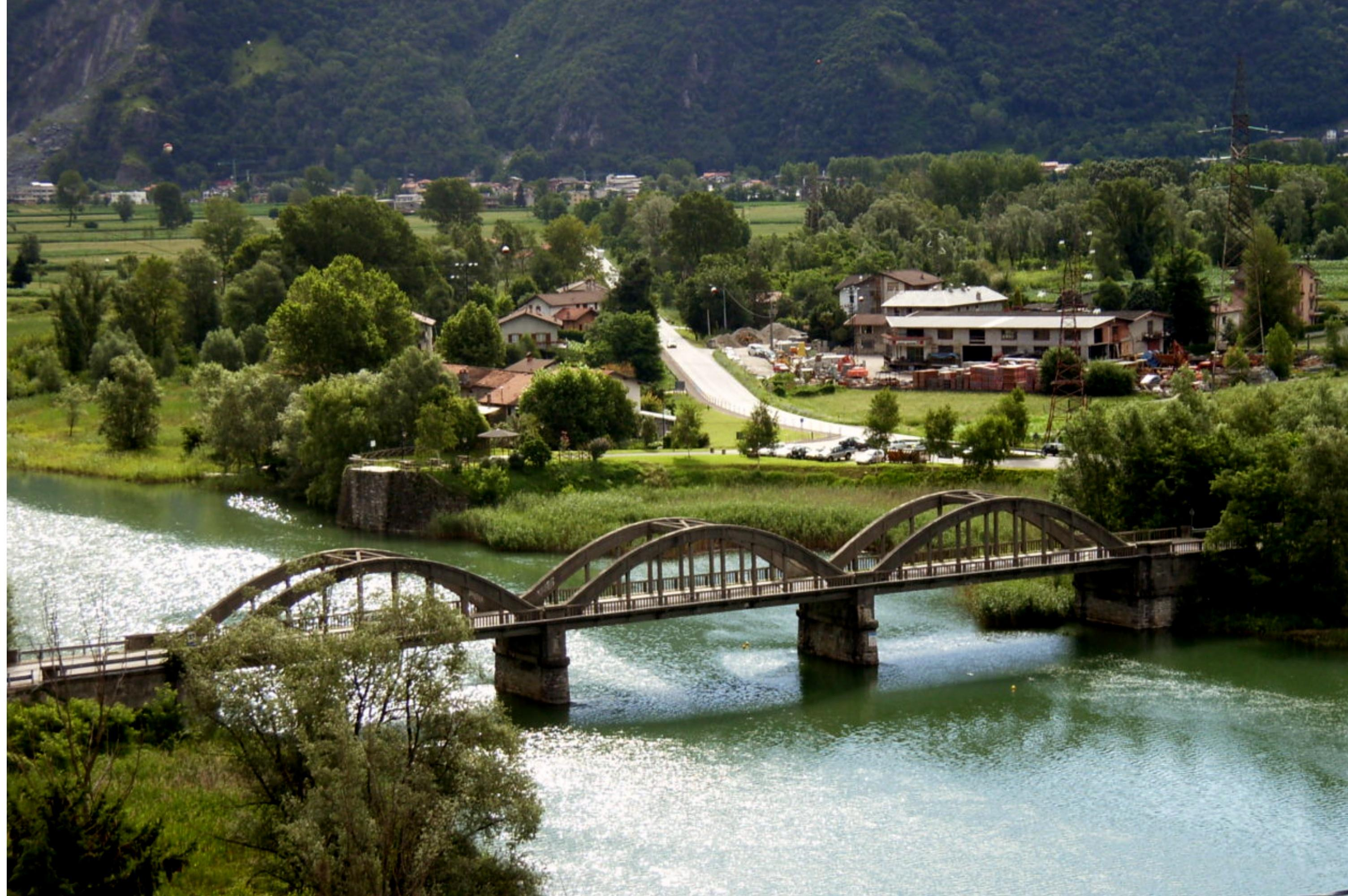
Ponte Del Passo
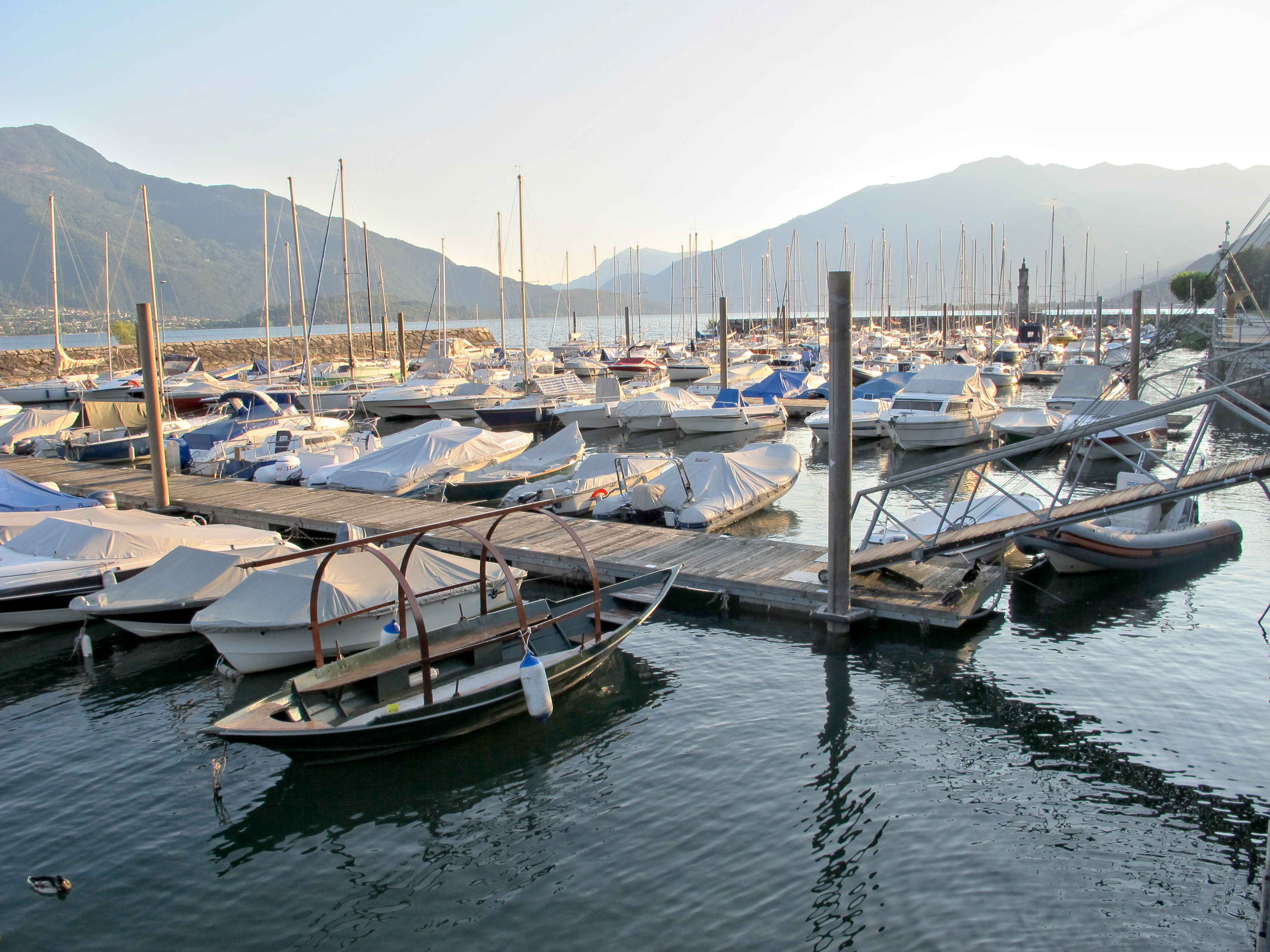
Bootshafen